# El conventillo de la Paloma (película de 1936)
El conventillo de la Paloma es una película argentina del género de comedia filmada en blanco y negro dirigida por Leopoldo Torres Ríos con su propio guion según la obra teatral homónima de Alberto Vacarezza que se estrenó el 24 de septiembre de 1936 y que tuvo como protagonistas a Tomás Simari y Alicia Barrié.

## Sinopsis
La película está basada en el sainete que se estrenara con notable éxito en 1929 y que fue objeto hasta ahora de muchas representaciones. Se trata de la primera película sonora de Leopoldo Torres Ríos, quien contó con la asesoría técnica de Carlos Torres Ríos. Narra el romance entre Paloma, la hija del dueño de un conventillo, con el guapo Villa Crespo.

## Críticas
Raúl Manrupe y María Alejandra Portela opinaron que la película era “notable sobre todo por su prólogo –sin diálogos- donde nara expresivamente el estyado de ánimo de la protagonista, en el amanecer de la ciudad. El resto cae en el estatismo de la obra original y hoy solo puede verse como testimonio de un importante éxito teatral. y en su momento el crítico Calki escribió en el diario El Mundo: “Diez minutos de buen cine, y el resto, teatro fotografiado”. El crítico Jorge Miguel Couselo destaca esa primera, que transcurre en un cafetín, con la botella y el vaso en primer plano, en el centro, iluminado, el rostro de Alicia Barrié; a un costado la cabeza de un marinero dormido. La muchacha se ha quedado sin tener con quién hablar, durante unos minutos hay solo pequeños cambios en los ojos y en los labios, hasta que se levanta, abre una ventana, respira aire puro, y después con ademán resuelto se echa a la calle. Esto, agrega el crítico, es una síntesis literaria de la fuerza de ese prólogo casi expresionista. En otras escenas la cámara indagaba el puerto, las calles, el grisáceo amanecer ciudadano e incluso un desfile militar artificialmente incorporado.

## Reparto
- Tomás Simari…Don Miguel
- Alicia Barrié… La Paloma
- Héctor Calcaño ... Don José
- María Esther Duckse ... Mariquiña
- Elena Bozán ...Doce Pesos
- Guillermo Casali … Villa Crespo
- José Otal	...Seriola
- Margarita Burke ... La turca Sofía
- Vicente Forastieri ...Turco Abraham
- Oscar Villa ... Risita
- Marino Seré ... Paseo de Julio
- Jorge Caratori ... El Cansao
- F. Archela ... Cómplice